# Nik Omladič
Nik Omladič, slovenski nogometaš, * 21. avgust 1989, Celje.
Člansko kariero je začel leta 2006 v klubu Rudar Velenje v slovenski prvi ligi, leta 2010 je prestopil v Olimpijo. Skupno je v prvi ligi odigral 168 prvenstvenih tekem in dosegel 28 golov. Leta 2015 je prestopil v Eintracht Braunschweig, ki igra v nemški drugi ligi.
Omladič je debitiral v dresu članske reprezentance 30. marca na prijateljski tekmi v Dohi proti Katarju.
Tudi njegov starejši brat Nejc je nogometaš.